# Émigration des personnes autistes françaises en Belgique
L'émigration des personnes autistes françaises en Belgique est une série de départs de personnes autistes de nationalité française, et de leur famille, vers la Belgique. Ces départs sont documentés au moins depuis l'époque de la Seconde Guerre mondiale, et se poursuivent dans les années 2020.
Les raisons invoquées portent principalement sur l'existence de dispositifs d'enseignement et d'institution spécialisées jugées de meilleure qualité, sur un plus grand respect des personnes autistes elles-mêmes, ainsi que sur l'existence d'une approche de l'autisme jugée plus adaptée, car davantage fondée sur l'éducation que sur les soins médicaux.

## Histoire
D'après l'article d'Aliou Prins dans Moustique, l'accueil d'enfants français autistes en Belgique est une tradition bien établie depuis la Seconde Guerre Mondiale ; la France a ensuite encouragé cet accueil en raison d'un « manque de structures et de places », en établissant des conventions avec des établissements de Wallonie. La fermeture de lits de psychiatrie en France dans les années 1970 et 1980 est également invoquée. Un accord-cadre est conclu entre la France et la Wallonie fin 2011, puis entre en vigueur en mars 2014.
En 2011, un reportage de L'Obs dans une école spécialisée en autisme à Mons, utilisant la méthode TEACCH, révèle que la moitié des enfants qui y sont accueillis sont des Français. En 2012, dans un podcast, France Inter laisse la parole à l'une de ces familles françaises, qui a choisi de scolariser son enfant autiste dans une école spécialisée à Kain. Le départ vers la Belgique est qualifié de « forcé » pour certaines familles,,, alors que d'autres estiment qu'il s'agit d'un choix visant à offrir une meilleure qualité de vie et un meilleur avenir à leurs enfants. En 2020, l'école spécialisée en autisme la Goëlette de Leers-Nord accueille 96 enfants français sur ses 150 élèves.
En mai 2019, un groupe de travail de l'agence régionale de santé des Hauts-de-France et du Grand Est rend un rapport intitulé « prévention des départs non-souhaités en Belgique ». En 2021, le gouvernement français annonce la création de 2 500 solutions de prévention des départs non-souhaités de personnes handicapées vers la Belgique, ainsi qu'un moratoire pour limiter les places disponibles pour les Français dans les établissements belges,, en refusant les remboursements des nouveaux départs en Belgique. La ministre Sophie Cluzel promet alors la fin des départs « subis » par les autistes.
Cependant, en 2023, il semble que cette promesse ne soit pas tenue,.

## Chiffres et répartition
En 2007, d'après le quotidien Le Monde, le nombre d'enfants et d'adultes en situation de handicap (principalement autistes), de nationalité française, accueillis dans des établissements belges, est évalué à 3 500. Tous handicaps confondus, le rapport de 2019 indique que 6 109 personnes handicapées adultes de nationalité française sont accueillies dans une structure wallone, et que 190 établissements wallons accueillent majoritairement des personnes adultes handicapées françaises. Les chiffres indiquent aussi que 801 personnes ont des troubles de spectre de l'autisme.
Selon le journal belge Le Soir, en 2023, le nombre total de mineurs et d'adultes « principalement autistes » de nationalité française accueillis en Belgique est estimé à environ 9 000, répartis entre 7 500 adultes et 1 500 enfants, pour la majorité établis dans le Hainaut,. Environ un millier de ces personnes autistes feraient un aller-retour entre la France et la Belgique quotidiennement ; 500 environ seraient en internat.

## Motivations de l'émigration
D'après Isabelle Resplendino, qui préside l'Association pour les Français en situation de handicap en Belgique (AFrESHEB), la majorité de ces départs en Belgique découlent de refus de prise en charge de personnes autistes (en particulier des plus lourdement handicapées) ou d'échecs de ces mêmes prises en charge en France. Le présidente de l'association Autisme France, Danièle Langloys, évoque un niveau « remarquable » de la scolarisation des mineurs autistes en Belgique, par comparaison à la France.
Une autre source de motivation réside dans l'approche même de l'autisme, la France étant dans une approche qui privilégie la psychiatrisation et la médication, tandis que la Belgique a adopté une prise en charge qui repose davantage sur l'apprentissage et l'éducation,.

## Prises de position
Témoignant au sujet de son fils Léo, la présentatrice de JT et mère d'un enfant autiste Linda Giguère déclare en 2021, sur TV5 Monde, que les personnes autistes sont les bienvenues en Belgique, alors qu'en France elles « dérangent » et sont rejetées.
Dans un article intitulé « Être malheureux comme un autiste en France », également en 2021, le philosophe Josef Schovanec, né en France, explique les raisons de son départ en Belgique, estimant que les autistes y sont « davantage respectés dans [leurs] droits et dans [leur] différence » ; il cite aussi parmi ses motivations l'inscription au titre II de la Constitution 'Des Belges et de leurs droits' d'un article protégeant les droits des personnes handicapées. L'artiste autiste Hugo Horiot a lui aussi déménagé en Belgique.